# Фэруэтер, Жаклин
Жакли́н Луис «Джеки» Фэруэтер (англ. Jacquilyn Louise «Jackie» Fairweather, урождённая Галлахер — англ. Gallagher; 10 ноября 1967, Перт — 3 ноября 2014, Канберра) — австралийская бегунья на длинные дистанции и триатлонистка.

## Биография

### Молодые годы и образование
Жаклин Луис родилась 10 ноября 1967 года в Перте, став первым ребёнком в семье Делис и Мартина Галлахеров, помимо двух младших братьев Мэттью и Джошуа. Когда они жили в Сиднее, в 1979 году маленькая Джеки начала заниматься легкой атлетикой. В 1984 году она одержала свой первый успех, заняв третье место в соревновании по бегу на 3000 метров на чемпионате «Australian All Schools». В середине 1980-х годов она переехала в Брисбен, и в 1989 году окончила Квинслендский университет с первым классом с отличием[уточнить] и степенью бакалавра в области исследований человеческих движений. В 1991 году Джеки окончила Университет Восточного Иллинойса со степенью магистра наук в области физиологии упражнений и кардиологической реабилитации. В течение нескольких лет тренировки, Джеки показала результаты 4.26 на 1500 метров, 9.25 на 3000 метров и 36.14 на 10 000 метров.

### Карьера

#### Триатлон
Джеки Фэруэтер начала участвовать в соревнованиях по триатлону в 1992 году и в свой первый сезон выиграла элитную Австралийскую национальную серию, после чего провела восемь лет в качестве профессионального пловца. В 1996 году она стала чемпионкой мира по триатлону в Кливленде (штат Огайо, США), установив рекорд по времени — 1 час 50 минут 52 секунды. В том же году она победила на чемпионате мира по дуатлону, став единственным человеком, которому удалось выиграть оба титула чемпиона мира в этом году. В 1999 году Фэруэтер снова отправилась на чемпионат мира по дуатлону, пропустив два предыдущих и получила золото, а на чемпионате мира по триатлону она заняла второе место после Лоретты Харроп. В 1995 и 1997 годах Фэруэтер получила серебряные медали. В 2002 году она пропустила отбор на соревнования по триатлону на Летних Олимпийских игр 2000 года в Сиднее из-за судебных тяжб, и зиму провела, тренируясь в Калифорнии.

#### Бег на длинные дистанции
В 2001 году Джеки отошла от триатлона и переключилась на бег, и уже в августе победила на Австралийском полумарафоне, в декабре — заняла шестое место на Zatopek Classic 10 км. В 2002 году пришла под номером 11 на своём первом марафоне в Бостоне. На Играх Содружества 2002 года в Манчестере Фэруэтер выиграла бронзовую медаль в марафоне. В 2005 году она выиграла марафон в Голд-Косте. В том же году она заняла 12 место на кубке мира по горному бегу в Веллингтоне, а в 2008 и 2009 годах выиграла «Australian Ultra Running» на дистанциях 50 и 100 километров соответственно.

#### Спортивный функционер
В 2001 году Джеки Фэруэтер переехала в Канберру, где заняла пост главного тренера программы по триатлону во вновь созданном Австралийском институте спорта. Также Фэруэтер сыграла важную роль в развития триатлона на постах члена Спортивного (1998—2002) и Женского комитетов (1997—1998) Международного союза триатлона, и также селектора и члена правления «Триатлона Австралии» (1998—2001). С 2005 года она занимала руководящие позиции в администрации Австралийской спортивной комиссии, позволявшие ей участвовать в разработке программ работы национальных спортивных организаций. На этой работе Джеки стала известна своим аналитическим подходом к спорту и способностью мыслить нестандартно.

### Смерть
Джеки Фэруэтер покончила жизнь самоубийством 1 ноября 2014 года в возрасте 46 лет, за неделю до своего дня рождения после долгой борьбы с депрессией.
На эту потерю отреагировало большое число спортсменов и друзей семьи, назвавшие Джеки «настоящим талантом» и «легендой австралийского спорта». Исполнительный директор Австралийской спортивной комиссии Саймон Холлингсуорт отметил, что «Джеки была настоящей звездой международного триатлона и очень уважаемым и ценимым членом Австралийской спортивной комиссии, и наши мысли с её мужем, семьёй и друзьями в это тяжелое время». Золотая медалистка по триатлону Летних Олимпийских игр 2008 года в Пекине Эмма Сноусилл на своей странице в «Facebook» написала: «Никто не делился своими знаниями и страстью к нашему виду спорта больше, чем Джеки Фэруэтер, чьё геройство спортивных способностей, но и щедрость помогла многим спортсменам проложить путь для себя и будущего этого вида спорта. Покойся с миром». Триатлонист и партнёр Джеки по тренировкам Майлс Стюарт заметил, что она «была практически пуленепробиваемой. Она была удивительно девушкой… Я говорил с ней только неделю назад и поэтому эта новость погрузила меня в такой шок».

## Память
Память Джеки была почтена 9 ноября на двух соревнованиях по триатлону в Новом Южном Уэльсе и Западной Австралии. Панихида по ней прошла 13 ноября в присутствии более чем 600 человек на AIS-арене в Канберре, где Джеки тренировалась в течение 13 лет и познакомилась со своим мужем. Её память почтили бутылкой красного вина и шоколадом, а муж Саймон отметил, что только его любовь спасала Джеки от депрессии. В тот же день, в Мемориальном парке Джона Найта прошло соревнование по бегу на 7 километров в её честь вокруг озера Джинниндерра.

## Личная жизнь
В 2004 году она вышла замуж за Саймона Фэруэтера, австралийского золотого медалиста по стрельбе из лука Летних Олимпийских игр 2000 года в Сиднее. Джеки познакомилась с ним в Австралийском спортивном институте, и, вступив в брак, взяла его фамилию.
Джеки дружила с триатлонисткой Эммой Карни, с которой вместе в 2012 году была введена в «Зал славы Триатлона Австралии», признавшись ей тогда, что была в депрессии. Она умела водить быстрые автомобили и владела «Porsche 911» 1979 года по имени «Присцилла». Она любила красное вино и шоколад, но никогда не ела мороженое в ночь перед соревнованием, считая это знаком проигрыша.

## Звания и награды
- В 1993 и 1996 годах Джеки признавалась «Триатлонистом года в Австралии»[3].
- В том же году[уточнить] она стала «Женщиной-спортсменом года»[3].
- В 2000 году Джеки была награждена Австралийской спортивной медалью[англ.][23].
- В 2012 году она была введена в «Зал славы триатлона Австралии»[24].

## Результаты

### Соревнования
предварительные забеги/соревнования
| Год  | Соревнования     | Город      | Дистанция | Дата        | Результат | Место | Видео/Фото/ Кинограмма |
| ---- | ---------------- | ---------- | --------- | ----------- | --------- | ----- | ---------------------- |
| 2002 | Игры Содружества | Манчестер  | марафон   | 28 июля     | 2.36,37   | III   |                        |
| 2005 | Кубок мира       | Веллингтон | 9,1 км    | 25 сентября | 44.34     | 12    |                        |

### Рекорды
| Дистанция            | Время    | Место     | Дата             |
| -------------------- | -------- | --------- | ---------------- |
| Бег на 1500 метров   | 4.26     |           |                  |
| Бег на 3000 метров   | 9.25     |           |                  |
| Бег на 5000 метров   | 16.19,43 | Мельбурн  | 12 февраля 2004  |
| Бег на 10 000 метров | 33.14,16 | Мельбурн  | 17 декабря 1992  |
| Полумарафон          | 1:18.37  | Голд-Кост | 1 июля 2007      |
| Марафон              | 2:32.40  | Нагоя     | 14 марта 2004    |
| Бег на 50 км         | 3:19.12  | Канберра  | 13 апреля 2008   |
| Бег на 100 км        | 7:41.23  | Кесвик    | 19 сентября 2009 |